# The 2nd Law
The 2nd Law és el nom del sesè disc de la banda britànica Muse, després de The Resistance, llançat al mercat a principis d'octubre de 2012. És el primer àlbum en què Chris Wolstenholme és la veu principal en dues cançons.

## Antecedents
El mànager del grup, Anthony Addis, va confirmar l'octubre del 2011 en una entrevista que ja tenien diverses cançons creades i ja havien començat amb les gravacions. A partir de llavors van començar a publicar-se rumors, juntament amb informació i fotografies que filtraven a la xarxa social tant els components del grup com els seus tècnics i amics.

## Llançament
El 6 de juny de 2012, es va publicar a YouTube de forma oficial un tràiler promocional que anunciava que el nom del disc seria The 2nd Law i que s'estrenaria el setembre del mateix any.
Finalment la data d'estrena oficial de l'àlbum es va ajornar al 2 d'octubre de 2012.
El 27 de juny es va estrenar “Survival” a la BBC Radio 1 el primer senzill del nou disc, que a més va ser la cançó oficial dels Jocs Olímpics de Londres 2012. Aquesta cançó parla de determinació i força, a diferència de l'estil apocalíptic que caracteritza el grup que fusiona rock progressiu, metal i música clàssica.
“Madness" és el segon senzill oficial de l'àlbum. El seu videoclip es va estrenar el 5 de setembre de 2012 i va rebre més de 600.000 visites en menys de 24 hores.

## Llista de cançons
Totes les cançons compostes i escrites per Muse.
1. "Supremacy" – 4:55
2. "Madness" – 4:39
3. "Panic Station" – 3:03
4. "Prelude" – 1:03
5. "Survival" – 4:17
6. "Follow Me" – 3:51
7. "Animals" – 4:23
8. "Explorers" – 5:48
9. "Big Freeze" – 4:41
10. "Save Me" – 5:09
11. "Liquid State" – 3:03
12. "The 2nd Law: Unsustainable" – 3:48
13. "The 2nd Law: Isolated System" – 4:59